# Sauerstoffsättigung (Umwelt)
Die Sauerstoffsättigung von Wasser ist ein relatives Maß für die gelöste Menge an Sauerstoff, bezogen auf die Gleichgewichtskonzentration gegenüber Luft bei Standardbedingungen (1.013,25 hPa).
Gelöster Sauerstoff kann in standardisierten Einheiten für Lösungskonzentrationen gemessen werden, zum Beispiel Millimol O2 pro Liter (mmol/l), Milligramm O2 pro Liter (mg/l), Milliliter O2 (bei Standardbedingungen) pro Liter (ml/l) oder parts per million (ppm Masse). Wie im medizinischen Zusammenhang kann aber auch der prozentuale Anteil bezogen auf die Gleichgewichtskonzentration an O2 angegeben werden, welche sich bei gegebener Temperatur und Salzgehalt des Wassers und dem aktuellen Sauerstoffpartialdruck der Luft einstellen würde. Gut belüftetes Wasser in freiem Austausch mit der Umgebungsluft hat deshalb definitionsgemäß eine Sauerstoffsättigung von 100 %. Je kälter das Wasser, desto mehr O2 kann gelöst werden, je salzhaltiger das Wasser oder je niedriger der atmosphärische Druck, desto weniger. Dies ergibt sich aus den Gasgesetzen der Physik.
Beispiele für 100 % O2-Sättigung von Süßwasser unter Luft bei Normaldruck:
- 0 °C: 14,6 mg/l
- 10 °C: 11,3 mg/l
- 20 °C: 9,1 mg/l

Löslichkeitstabellen (basierend auf der Wassertemperatur) und Korrekturen für verschiedene Salzgehalte und Drücke finden sich unter anderem auf der USGS Website. Solche Tabellen, in denen die O2-Lösungskonzentration in mg/l angegeben sind, basieren auf in Laborversuchen ausgearbeiteten Gleichungen. Tabellen mit relativer Angabe der O2-Lösungskonzentration bezogen auf die Variablen Temperatur und Salzgehalt (wie sie von Ozeanografen benutzt werden) basieren auf der Gleichung von Weiss (1970) für Normaldruck:
{\displaystyle \ln DO=A_{1}+A_{2}{100 \over T}+A_{3}\ln {T \over 100}+A_{4}{T \over 100}+S[B_{1}+B_{2}{T \over 100}+B_{3}({T \over 100})^{2}]}
wobei {\displaystyle A_{1}=-173.4292}, {\displaystyle A_{2}=249.6339}, {\displaystyle A_{3}=143.3483}, {\displaystyle A_{4}=-21.8492}, {\displaystyle B_{1}=-0.033096}, {\displaystyle B_{2}=0.014259}, {\displaystyle B_{3}=-0.001700}, T = Temperatur in Kelvin, S = Salzgehalt in g/kg, DO = Dissolved Oxygen in ml/L.
Zustände mit niedrigen Sättigungen zwischen 0 und 30 % werden oft als hypoxisch bezeichnet. Eine O2-Sättigung von 0 % heißt Anoxie. Die meisten Fische können in Wasser mit einer O2-Sättigung < 30 % nicht überleben. Intaktes Meerwasser ist zu 80–110 % gesättigt, die Übersättigung (Werte über 100 %) wird durch die Photosynthese des Phytoplanktons verursacht. Auch zu hohe Sauerstoffsättigungen können für Organismen schädlich sein.
Der Sauerstoffgehalt einer Lösung kann mittels einer Sauerstoff- oder Clark-Elektrode gemessen werden. Clark et al. beschrieben 1953 erstmals ein amperometrisches Verfahren zur in vivo und in vitro Bestimmung von Sauerstoff in Blut. Sie benutzten eine mit Cellophan bedeckte Elektrodenanordnung, die in diversen abgewandelten Formen noch heute zur Bestimmung von Sauerstoff in Lösungen verwendet wird.
Als Arbeitselektrode dient im Original eine Pt-Kathode, als Bezugselektrode wird eine Ag-Anode, die mit einer AgCl-Schicht bedeckt ist, verwendet. Beide Elektroden tauchen in eine kaliumchloridhaltige Elektrolytlösung ein. Der Elektrolytraum mit den Elektroden ist durch eine gasdurchlässige Membran bedeckt. Heute werden als gasdurchlässige Membranen Polyethylen, Tetrafluorethylen, Polyvinylchlorid unter anderem verwendet. Membranbedeckte Elektroden haben den Vorteil, dass die Elektrodenprozesse in einem optimierten Elektrolyten stattfinden und damit definierte elektrochemische Bedingungen vorliegen. Zwischen der Pt-Elektrode und der Bezugselektrode wird eine konstante Gleichspannung zwischen 0,6 und 0,9 V angelegt. In diesem Spannungsbereich ist der Strom praktisch unabhängig von der angelegten Spannung. Die Strom-Spannungs-Kurve zeigt hier einen Plateaubereich. Der Strom ist in dem als Arbeitspunkt bezeichneten Bereich nur noch abhängig von der Sauerstoffkonzentration in der Lösung. Zur Aufrechterhaltung des sauerstoffabhängigen Konzentrationsgradienten muss durch Rühren oder kontinuierliches Anströmen immer frische Messlösung an die Membran gebracht werden.
Elektrodenvorgänge bei alkalischen Elektrolyten:
Anode:   4 Ag   +   4 Cl−    ⇄    4 AgCl   +   4 e−
Kathode:   O2   +   2 H2O   +   4 e−    ⇄    4 OH−
Kommerzielle Clarkelektroden verwenden auch andere Metallkombinationen als Elektroden, zum Beispiel Gold gegen Silber oder neuerdings, „selbstpolarisierend“ Gold gegen Blei.
Die Sauerstoffsättigung des Wassers wird gerne für die vorläufige Schätzung der Gewässergüteklasse benutzt.